# لوي سيبلي
لوي سيبلي (بالإنجليزية: Louie Sibley)‏ هو لاعب كرة قدم بريطاني في مركز الوسط، ولد في 1 سبتمبر 2001 في إنجلترا في المملكة المتحدة. لعب مع ديربي كاونتي.

## وصلات خارجية
- لوي سيبلي على موقع قاعدة بيانات كرة القدم.إي يو (الإنجليزية)
- لوي سيبلي على موقع Soccerbase.com (لاعب) (الإنجليزية)
- لوي سيبلي على موقع Soccerway.com (الإنجليزية)
- لوي سيبلي على موقع عالم كرة القدم.نت (الإنجليزية)